# Ponta Basson Gai
A Ponta Basson Gai é uma formação geológica costeira de São Tomé e Príncipe, localizada na ilha de São Tomé, a Oeste da província Lembá. Este acidente geológico localiza-se entre a Praia Xixi e a Praia Vá Inhá.